# Australopithecus garhi
Australopithecus garhi è una specie estinta di ominide del genere Australopithecus. Le caratteristiche anatomiche e le rudimentali capacità tecnologiche desunte dai manufatti contestualmente rinvenuti, per complessità precedentemente attribuiti solamente a specie del genere Homo, lo pongono ad esso evolutivamente vicino.

## Ritrovamenti
I resti fossili, risalenti a 2,5 milioni di anni fa, furono ritrovati nella zona del fiume Auasc nella depressione desertica della regione degli Afar, in Etiopia, dov'erano già stati scoperti i resti dell'Australopithecus afarensis. La nuova specie fu chiamata Australopithecus garhi, dove la parola garhi nella lingua afar significa "sorpresa".
Nel 1996 l'équipe guidata dai paleontologi J. Desmond Clark e Tim D. White dell'Università di Berkeley  portò alla luce le ossa di un braccio e di una gamba del piccolo ominide, insieme ad altri frammenti dello scheletro. Nel 1997, Yohannes Haile-Selassie, un altro paleontologo del gruppo, scoprì a 275 metri di distanza i frammenti di un cranio e di una mascella. I resti sono stati poi studiati dal gruppo di ricerca dell'etiope Berhane Asfaw, del Rift Valley Research Service.

## Caratteristiche
Secondo gli studiosi, A. garhi possiede caratteristiche sia umane che scimmiesche. Mentre il volto e la mascella sono tipici delle scimmie australopitecine, i denti hanno dimensioni tali da renderli molto simili a quelli umani. Così come il lungo femore, caratteristica umana, si accosta a lunghi avambracci, caratteristica invece degli australopitechi. Dai resti degli otto individui ritrovati, si è stabilito che A. garhi non fosse più alto di un metro e quarantacinque centimetri.
Nello stesso sito del ritrovamento, Jean de Heinzelin, dell'Institut Royal des Sciences Naturelles de Belgique, ha scoperto numerosi resti di cavalli, antilopi e altri animali con evidenti segni lasciati da utensili. Lo studioso ipotizza così che A. garhi presentasse già quelle prerogative del genere Homo, come la macellazione sistematica delle prede, che non si ritenevano esistenti prima di 1,8 milioni di anni fa.

## Morfologia
I tratti dei reperti fossili dell'A. garhi, come il BOU-VP-12/130, si differenziano da quelli dell'Australopithecus afarensis e dell'Australopithecus africanus come si può dedurre dal confronto tra la mascella di A. afarensis ritrovata a Hadar e i reperti di A. gahri trovati a Bouri.
L'A. garhi aveva una capacità cranica di circa 450 cm³, dello stesso ordine di grandezza degli altri australopitecini. La mandibola classificata come Asfaw et al. ha una morfologia compatibile con la specie, anche se non è escluso che altri ominini possano essere ritrovati negli stessi depositi. I molari e i premolari mostrano similarità con quelli del Paranthropus boisei in quanto sono più grandi delle altre forme di Australopitecini più minuti. Pertanto se l'A. garhi è un antenato del genere Homo, la morfologia maxillofacciale ha subito una rapida evoluzione in un periodo compreso tra 200.000 e 300.000 anni.
Anche nei reperti relativi agli arti si osservano particolarità singolari. In particolare l'allungamento del femore, tipico poi del ramo Homo, è già presente, ed insieme al successivo accorciamento dell'avambraccio caratterizzerà le proporzioni degli individui ascritti alla nostra linea evolutiva.

## Utensili litici
Alcuni primitivi artefatti in pietra lavorata, simili a quelli della tecnologia olduvaiana, sono stati ritrovati assieme ai fossili di A. garhi e datati tra 2,5 e 2,6 milioni di anni.  Questi utensili, piuttosto grezzi e ancora privi delle tecnica che si sarebbe vista nelle più tarde forme dell'Olduvaiano e dell'Acheuleano, sembrano più antichi di quelli utilizzati dall'Homo habilis e ne fanno ritenere A. garhi un possibile antenato diretto. In un altro sito a Bouri, in Etiopia, sono stati scoperti circa 3.000 utensili in pietra datati a circa 2,5 milioni di anni fa. Per lungo tempo si era ritenuto che solo i membri del genere Homo avessero avuto l'abilità di produrre utensili lavorati.